# Monodesmus callidioides
Monodesmus callidioides là một loài bọ cánh cứng trong họ Cerambycidae.